# Vệ Tuyên công
Vệ Tuyên công (chữ Hán: 衞宣公; trị vì: 718 TCN-700 TCN), tên thật là Cơ Tấn (姬晉), là vị vua thứ 15 của nước Vệ – chư hầu nhà Chu trong lịch sử Trung Quốc. Ông mang tiếng xấu nổi tiếng là hoang dâm vô đạo, lúc chưa lên ngôi đã tư thông với vợ lẽ của cha (mẹ kế) là Di Khương, sau khi lên ngôi thì lại cướp vợ chưa cưới của con trai là Tuyên Khương. Sau khi Tuyên công chết, một người con trai của ông cũng học theo thói loạn luân vô đạo của cha, lấy Tuyên Khương (mẹ kế), tạo ra tiếng xấu loạn luân 3 đời của nước Vệ.

## Đối ngoại
Vệ Tuyên công là con của Vệ Trang công – vua thứ 12 nước Vệ, em của Vệ Hoàn công và Vệ Châu Dụ - các vua thứ 13 và 14 nước Vệ. Năm 719 TCN, Châu Dụ giết Vệ Hoàn công giành ngôi. Theo thỉnh cầu của đại phu Thạch Thước, Trần Hoàn công giết Châu Dụ.
Lúc đó Cơ Tấn đang ở quê mẹ là nước Hình. Người nước Vệ đón ông về lập lên làm vua, tức là Vệ Tuyên công.
Năm 707 TCN, Trịnh Trang công bỏ không vào triều kiến thiên tử nhà Chu. Chu Hoàn Vương tức giận huy động nước Sái, nước Vệ và nước Trần đánh Trịnh. Vệ Tuyên công mang quân giúp Chu Hoàn vương, hai bên chạm trán ở Nhu Cát. Liên quân thiên tử và chư hầu bị quân Trịnh đánh bại, bản thân vua Chu bị thương.
Sau đó Vệ Tuyên công vài lần đi hội chư hầu, liên minh với nước Tề và nước Trịnh.

## Đối nội
Vệ Tuyên công lúc chưa lên ngôi đã tư thông với vợ lẽ của cha là Di Khương sinh được một trai tên là Cấp Tử. Sau khi lên ngôi, ông lập Cấp Tử làm thế tử, giao cho công tử Chức giúp đỡ.
Khi Cấp Tử lớn, Vệ Tuyên công cho người sang hỏi con gái Tề Ly công về làm vợ cho Cấp Tử. Nghe nói con gái của vua Tề có nhan sắc tuyệt trần, Vệ Tuyên công bèn lấy luôn làm vợ mình, gọi là Tuyên Khương. Tuyên Khương sinh được hai con trai là Cơ Thọ và Cơ Sóc, giao cho công tử Tiết giúp đỡ.
Di Khương uất ức tự vẫn. Tuyên Khương cùng công tử Sóc muốn hại Cấp Tử, việc này được Vệ Tuyên công đồng tình. Tuyên công sai Cấp Tử đi sứ nước Tề và ngầm sai quân cướp đón đường giết con.
Công tử Thọ không đồng tình với mẹ và em, đi báo cho Cấp Tử biết, nhưng Cấp Tử không muốn trái ý cha. Công tử Thọ bèn chuốc rượu cho Cấp Tử say, rồi cắm cờ tinh lên thuyền mình, đi trước cho quân cướp giết để chết thay cho Cấp Tử.
Cấp Tử tỉnh dậy không thấy Thọ, biết Thọ đã chết thay, bèn cho thuyền mình đi lên gặp bọn cướp và xưng là thế tử nước Vệ cho quân cướp giết để thực hiện đúng ý muốn của cha. Quân cướp bèn giết luôn Cấp Tử. Vệ Tuyên công lập Cơ Sóc làm thế tử.
Năm 700 TCN, Vệ Tuyên công qua đời. Ông ở ngôi 19 năm. Thế tử Sóc lên ngối ngôi, tức là Vệ Huệ công.

## Gia đình
- Cha: Vệ Trang công
- Mẹ: Hình phu nhân
- Anh em trai:
  - Vệ Hiếu Bá
  - Vệ Hoàn công
  - Vệ Châu Dụ
  - Công tử Tiết
  - Công tử Chức
- Vợ:
  - Di Khương (nguyên vợ lẽ của cha): sinh ra Cấp Tử, Kiềm Mâu và Ngoan
  - Tuyên Khương: Sinh ra Thọ và Sóc
- Con:
  - Công tử Cấp Tử: con Di Khương, bị giết
  - Công tử Kiềm Mâu: con Di Khương, giành ngôi của Sóc 8 năm
  - Công tử Ngoan: con Di Khương.
  - Công tử Thọ: con Tuyên Khương, bị giết
  - Công tử Sóc: con Tuyên Khương, sau là Vệ Huệ công